# Kościół św. Andrzeja Boboli w Markach
Kościół świętego Andrzeja Boboli w Markach – rzymskokatolicki kościół parafialny należący do zgromadzenia michalitów. Należy do dekanatu kobyłkowskiego diecezji warszawsko-praskiej. Mieści się na mareckim osiedlu Struga.
Świątynia została zbudowana w latach 1928-1931 według projektu architekta Feliksa Michalskiego. Jest to pierwszy kościół pod wezwaniem tego świętego w Polsce. Jej budowniczym był ksiądz Antoni Poławski, który był przekonany, że św. Andrzej Bobola ocalił okolice Warszawy przed najazdem bolszewików w 1920 roku. Na mocy testamentu księdza Poławskiego, świątynia została przekazana zgromadzeniu michalitów. Podczas II wojny światowej budowla została uszkodzona. Zniszczenia zostały naprawione po zakończeniu działań wojennych. W 1952 roku przy świątyni, dekretem księdza kardynała Stefana Wyszyńskiego, została utworzona parafia św. Andrzeja Boboli. W latach 80. XX wieku do kościoła zostały dobudowane nawy boczne.
We wnętrzu kościoła znajdują się ołtarze Matki Boże Fatimskiej i św. Andrzeja Boboli zaprojektowane przez profesora Wincentego Kućmę. Wykonał je krakowski artysta Antoni Oremus. Profesor Kućma zaprojektował również ambonę, lichtarz i tabernakulum. W oknach świątyni są umieszczone witraże zaprojektowane przez Stanisława Jakubczyka. Podłoga kościoła pokryta jest marmurową posadzką. Przy ołtarzu św. Andrzeja Boboli znajduje się chrzcielnica wykonana z marmuru i miedzi. Na wieży świątyni sa zamontowane trzy dzwony odlane w 1968 roku w węgrowskiej ludwisarni.